# 许宗彦
許宗彥（1768年2月18日—1819年），字積卿，號周生。浙江德清人，清朝政治人物。
乾隆三十三年正月初一日（1768年2月18日）生。九歲能讀經史，侍郎王昶愛其才，嘉慶四年（1799年）己未科進士，官至兵部車駕司主事，居官僅兩月，即以親老辭歸。好藏書，有“藏書三十六櫥，類多精善”。精通天文、曆算，自製渾金球，曾觀測到天王星（荷邏候星），嘉慶二十三年十二月二十二日（1819年1月17日），卒於杭州。著有《鑑止水齋集》二十卷。妻梁德繩。

## 延伸阅读
[在维基数据编辑]
 《清史稿·卷482》，出自趙爾巽《清史稿》